# Campeonato Piauiense de Futebol
O Campeonato Piauiense de Futebol é uma competição organizada pela Federação de Futebol do Piauí para disputa do título estadual entre os clubes do Piauí. Teve como primeiro campeão o Parnahyba. Seu atual campeão é o Piauí EC, vencedor da edição de 2025, quando conquistou seu 6° título na competição.
Antes de 1941, a competição era disputada no formato de ligas (uma em Teresina e outra em Parnaíba). A primeira edição aconteceu em 1916, organizada pela Liga Sportiva Parnahybana (LSP), tendo o Parnahyba Sport Club como o primeiro vencedor. O profissionalismo no futebol foi piauiense implantado em 1963, colocando fim a décadas de amadorismo formal.
A competição garante ao campeão e ao 2⁰ colocado o direito de serem os representantes do Piauí na Série D e naCopa do Brasil.

## Edição atual

### Regulamento
As primeira e segunda fase, as fases classificatórias para as semifinais, ocorrerão em sistema de ponto corrido, que no final, será somado os pontos das duas fases. Na primeira fase, os clubes são divididos em dois grupos, e as equipes de cada grupo jogam entre si em jogos de ida e volta. Todos os times estão classificados para a segunda fase, sendo os confrontos definidos pela posição de cada grupo. Na segunda fase, ocorrerão dois jogos, de ida e volta, valendo para a tabela geral. Ao final das duas fases, os quatros melhores colocados estarão classificados para as semifinais e os dois piores colocados serão rebaixados para a Segunda Divisão
As semifinais serão realizadas em jogos de ida e volta. Se, ao final da segunda partida, houver empate entre as duas agremiações, em número de pontos ganhos e em saldo de gols, o jogo será decidido nos pênaltis.
Para a final do campeonato, serão realizados dois jogos para definir o campeão piauiense . Se, ao final do segundo jogo, houver empate em número de pontos ganhos e em saldo de gols nos dois jogos disputados, a decisão do campeão sera feita nos pênaltis.
O campeão ganha uma vaga na Copa do Brasil , uma vaga para a Copa do Nordeste, além de uma vaga na Série D , e o vice-campeão também ganha uma vaga na Copa do Brasil e Série D. O segundo representante para a pré-Copa do Nordeste será definido pelo Ranking da CBF.

#### Critérios de desempate
Caso duas equipes tenham o mesmo número de pontos ganhos em qualquer fase da competição, o método de desempate seguirá os seguintes critérios:
1. Maior número de vitórias;
2. Maior saldo de gols;
3. Maior número de gols marcados;
4. Maior número de pontos ganhos no "confronto direto";
5. Maior saldo de gols no "confronto direto";
6. Maior número de gols marcados no "confronto direto";
7. Sorteio público na sede da entidade.

### Equipes participantes
| Equipe             | Cidade   | Em 2024 | Estádio           | Capacidade | Títulos             |
| ------------------ | -------- | ------- | ----------------- | ---------- | ------------------- |
| 4 de Julho         | Piripiri | 6º      | Arena Ytacoatiara | 5 830      | 4 (último em 2020)  |
| Atlético Piauiense | Teresina | 1º (B)  | Lindolfo Monteiro | 5 144      | 0 (não possui)      |
| Altos              | Altos    | 1º      | Lindolfo Monteiro | 5 144      | 4 (último em 2024)  |
| Fluminense-PI      | Teresina | 5º      | Lindolfo Monteiro | 5 144      | 1 (em 2022)         |
| Oeirense           | Oeiras   | 4º      | Gérson Campos     | 4 000      | 0 (não possui)      |
| Parnahyba          | Parnaíba | 2º      | Pedro Alelaf      | 4 146      | 13 (último em 2013) |
| Piauí              | Teresina | 2º (B)  | Albertão          | 52 296     | 5 (último em 1985)  |
| River-PI           | Teresina | 3º      | Albertão          | 52 296     | 32 (último em 2023) |

## Títulos

### Por equipe
| Clube             | Campeão | Anos das conquistas | Vice | Anos do vice                                                                       |
| ----------------- | ------- | --- | ---- | ---------------------------------------------------------------------------------- |
| River-PI          | 32      | 1948, 1950, 1951, 1952, 1953, 1954, 1955, 1956, 1958, 1959, 1960, 1961, 1962, 1963, 1973, 1975, 1977, 1978, 1980, 1981, 1989, 1996, 1999, 2000, 2001, 2002, 2007, 2014, 2015, 2016, 2019 e 2023 | 14   | 1949, 1957, 1964, 1965, 1967, 1969, 1971, 1974, 1982, 1986, 1991, 2004, 2013, 2018 |
| Flamengo-PI       | 17      | 1939, 1942, 1943, 1944, 1947, 1964, 1965, 1970, 1971, 1976, 1979, 1984, 1986, 1987, 1988, 2003, 2009                                                                                            | 14   | 1941, 1946, 1962, 1966, 1968, 1972, 1975, 1977, 1985, 1993, 1994, 2002, 2012, 2015 |
| Parnahyba         | 13      | 1916, 1919, 1924, 1925, 1927, 1929, 1930, 1940, 2004, 2005, 2006, 2012, 2013 | 6    | 1918, 1976, 2003, 2017, 2022, 2024                                                 |
| Botafogo*         | 11      | 1934, 1935, 1936, 1937, 1938, 1940, 1941, 1945, 1946, 1949, 1957 | 10   | 1942, 1944, 1948, 1951, 1953, 1954, 1955, 1956, 1958, 1959                         |
| Piauí             | 6       | 1966, 1967, 1968, 1969, 1985, 2025 | 9    | 1960, 1961, 1970, 1978, 1979, 1981, 1987, 2005, 2014                               |
| SE Tiradentes     | 5       | 1972, 1974, 1975, 1982, 1990 | 4    | 1973, 1980, 1983, 1984                                                             |
| Artístico*        | 5       | 1920, 1923, 1929, 1930, 1933 | 0    |                                                                                    |
| Tiradentes AC*    | 5       | 1924, 1925, 1926, 1927, 1928 | 0    |                                                                                    |
| 4 de Julho        | 4       | 1992, 1993, 2011, 2020 | 6    | 1988, 1989, 1997, 1999, 2000, 2009                                                 |
| Picos             | 4       | 1991, 1994, 1997, 1998 | 2    | 2008, 2020                                                                         |
| Altos             | 4       | 2017, 2018, 2021, 2024 | 2    | 2016, 2019                                                                         |
| International*    | 3       | 1921, 1926, 1928 | 1    |                                                                                    |
| Militar SC*       | 3       | 1921, 1931, 1932 | 0    |                                                                                    |
| Flamengo SC*      | 3       | 1937, 1938, 1939 | 0    |                                                                                    |
| Theresinense*     | 2       | 1919, 1922 | 0    |                                                                                    |
| SC Fluminense*    | 2       | 1931, 1935 | 0    |                                                                                    |
| Barras            | 1       | 2008 | 3    | 2006, 2007, 2010                                                                   |
| Fluminense        | 1       | 2022 | 3    | 2021, 2023, 2025                                                                   |
| Cori-Sabbá        | 1       | 1995 | 2    | 1996, 1998                                                                         |
| Comercial         | 1       | 2010 | 2    | 1969, 2011                                                                         |
| Paysandu*         | 1       | 1936 | 1    | 1992                                                                               |
| Belga*            | 1       | 1917 | 0    |                                                                                    |
| Artístico FC*     | 1       | 1918 | 0    |                                                                                    |
| Palmeiras*        | 1       | 1918 | 0    |                                                                                    |
| Piauhy SC*        | 1       | 1922 | 0    |                                                                                    |
| Auto Esporte*     | 1       | 1983 | 0    |                                                                                    |
| Caiçara           | 0       | | 3    | 1963, 1990, 1995                                                                   |
| Teresinense*      | 0       | | 1    | 1950                                                                               |
| Sírio-Brasileiro* | 0       | | 1    | 1952                                                                               |
| Oeiras            | 0       | | 1    | 2001                                                                               |

1. Equipes marcadas com um asterisco (*) não estão mais ativas no futebol profissional.

### Por cidade
| Cidade      | Títulos |
| ----------- | ------- |
| Teresina    | 89      |
| Parnaíba    | 25      |
| Picos       | 4       |
| Piripiri    | 4       |
| Altos       | 4       |
| Campo Maior | 1       |
| Barras      | 1       |
| Floriano    | 1       |

### Campeões consecutivos

#### Heptacampeonatos
- River: 1 vez (1950-51-52-53-54-55-56)

#### Hexacampeonatos
- River: 1 vez (1958-59-60-61-62-63)

#### Pentacampeonatos
- Botafogo*: 1 vez (1934-35-36-37-38)
- Tiradentes AC*: 1 vez (1924-25-26-27-28)

#### Tetracampeonatos
- River: 1 vez (1999-00-01-02)
- Piauí: 1 vez (1966-67-68-69)

#### Tricampeonatos
- River: 1 vez (2014-15-16)
- Flamengo: 1 vez (1986-87-88)
- Flamengo Sport Club*: 1 vez (1937-38-39)
- Parnahyba: 1 vez (2004-05-06)

#### Bicampeonatos
- Parnahyba: 3 vezes (1924-25, 1929-30, 2012-13)
- River: 2 vezes (1977-78, 1980-81)
- Flamengo: 2 vezes (1964-65, 1970-71)
- Botafogo: 2 vezes (1940-41, 1945-46)
- Picos: 1 vez (1997-98)
- 4 de Julho: 1 vez (1992-93)
- Altos: 1 vez (2017-18)
- Artístico: 1 vez (1929-30)
- Militar SC: 1 vez (1931-32)
- Tiradentes: 1 vez (1974-75)

## Artilheiros
| Artilheiros do Campeonato Piauiense de Futebol | Artilheiros do Campeonato Piauiense de Futebol | Artilheiros do Campeonato Piauiense de Futebol | Artilheiros do Campeonato Piauiense de Futebol |
| ---------------------------------------------- | ---------------------------------------------- | ---------------------------------------------- | ---------------------------------------------- |

| Ano  | Artilheiro      | Clube                                      | Gols |
| ---- | --------------- | ------------------------------------------ | ---- |
| 1948 | Nonato          | River (Teresina)                           | 18   |
| 1949 | Ildelfonso      | River (Teresina)                           | 12   |
| 1950 | Honorato        | River (Teresina)                           | 21   |
| 1951 | Honorato        | River (Teresina)                           | 19   |
| 1952 | Honorato        | River (Teresina)                           | 13   |
| 1953 | Honorato        | River (Teresina)                           | 12   |
| 1954 | Diderot         | River (Teresina)                           | 14   |
| 1955 | Valdinar        | River (Teresina)                           | 10   |
| 1956 | Valdinar        | River (Teresina)                           | 30   |
| 1957 | Diderot         | Botafogo (Teresina)                        | 11   |
| 1958 | Diderot         | Botafogo (Teresina)                        | 15   |
| 1959 | Diderot         | Botafogo (Teresina)                        | 9    |
| 1959 | Zé Arlindo      | Comercial (Campo Maior)                    | 9    |
| 1960 | Waldeck         | Botafogo (Teresina)                        | 20   |
| 1961 | Écio            | Piauí (Teresina)                           | 14   |
| 1962 | Valdinar        | River (Teresina)                           | 12   |
| 1963 | Waldeck         | River (Teresina)                           | 11   |
| 1964 | Mano            | Flamengo (Teresina)                        | 13   |
| 1965 | Mano            | Flamengo (Teresina)                        | 15   |
| 1966 | Mário           | Botafogo (Teresina)                        | 11   |
| 1967 | Dunga           | Botafogo (Teresina)                        | 11   |
| 1968 | Araújo          | Auto Esporte (Teresina)                    | 10   |
| 1968 | Sima            | Piauí (Teresina)                           | 10   |
| 1969 | Sima            | Piauí (Teresina)                           | 12   |
| 1969 | Sanega          | River (Teresina)                           | 12   |
| 1970 | Sima            | Piauí (Teresina)                           | 21   |
| 1971 | Sima            | Piauí (Teresina)                           | 16   |
| 1972 | Júlio           | River (Teresina)                           | 18   |
| 1973 | Batistinha      | River (Teresina)                           | 9    |
| 1974 | Sima            | Tiradentes (Teresina)                      | 15   |
| 1975 | Edgar           | Tiradentes (Teresina)                      | 17   |
| 1975 | Sima            | Tiradentes (Teresina)                      | 17   |
| 1976 | Jorge Costa     | Tiradentes (Teresina)                      | 15   |
| 1977 | Sima            | River (Teresina)                           | 33   |
| 1978 | Sima            | River (Teresina)                           | 24   |
| 1979 | Sima            | River (Teresina)                           | 27   |
| 1980 | Edílson         | River (Teresina)                           | 19   |
| 1981 | Sousa Flávio    | Parnahyba (Parnaíba) Tiradentes (Teresina) | 10   |
| 1982 | Sousa           | Flamengo (Teresina)                        | 18   |
| 1983 | Sima            | Auto Esporte (Teresina)                    | 22   |
| 1984 | Dedé            | River (Teresina)                           | 19   |
| 1985 | Etevaldo        | Flamengo (Teresina)                        | 11   |
| 1986 | China           | Flamengo (Teresina)                        | 16   |
| 1987 | Catita          | Piauí (Teresina)                           | 8    |
| 1988 | Sabará          | 4 de Julho (Piripiri)                      | 11   |
| 1989 | Didi            | 4 de Julho (Piripiri)                      | 11   |
| 1990 | Aníbal          | Auto Esporte (Teresina)                    | 7    |
| 1991 | Walberto        | Cori-Sabbá (Floriano)                      | 12   |
| 1992 | Didi            | 4 de Julho (Piripiri)                      | 15   |
| 1993 | Ademir Patrício | 4 de Julho (Piripiri)                      | 15   |
| 1994 | Serginho        | Picos (Picos)                              | 18   |
| 1995 | Brinquedo       | Caiçara (Campo Maior)                      | 15   |
| 1995 | Walberto        | Cori-Sabbá (Floriano)                      | 15   |
| 1996 | Brinquedo       | Caiçara (Campo Maior)                      | 8    |
| 1997 | Brinquedo       | Picos (Picos)                              | 12   |
| 1998 | Ieiê            | Picos (Picos)                              | 9    |
| 1999 | Oliveira        | 4 de Julho (Piripiri)                      | 13   |
| 2000 | Gerônimo        | 4 de Julho (Piripiri)                      | 18   |
| 2001 | Alcimar         | Oeiras (Oeiras)                            | 10   |
| 2002 | Nando           | 4 de Julho (Piripiri)                      | 11   |
| 2003 | Sílvio          | Flamengo (Teresina)                        | 19   |
| 2004 | Paulinho        | Oeiras (Oeiras)                            | 7    |
| 2004 | Sílvio          | River (Teresina)                           | 7    |
| 2005 | Oclésio         | Comercial (Campo Maior)                    | 8    |
| 2005 | Neném           | Piauí (Teresina)                           | 8    |
| 2006 | Didi            | Barras (Barras)                            | 9    |
| 2007 | Wanderson       | River (Teresina)                           | 8    |
| 2008 | Neném           | 4 de Julho (Piripiri)                      | 9    |
| 2009 | França          | 4 de Julho (Piripiri)                      | 23   |
| 2010 | Zé Rodrigues    | Comercial (Campo Maior)                    | 15   |
| 2011 | Da Silva        | Parnahyba (Parnaíba)                       | 12   |
| 2011 | Isac            | Parnahyba (Parnaíba)                       | 12   |
| 2012 | Zé Rodrigues    | Comercial (Campo Maior)                    | 13   |
| 2013 | Raphael Freitas | Picos (Picos)                              | 10   |
| 2014 | Marciano        | River (Teresina)                           | 10   |
| 2015 | Lekão           | Parnahyba (Parnaíba)                       | 6    |
| 2015 | Eduardo         | River (Teresina)                           | 6    |
| 2016 | Gênesis         | Altos (Altos)                              | 11   |
| 2017 | Viola           | River (Teresina)                           | 11   |
| 2018 | Manoel          | Altos (Altos)                              | 11   |
| 2019 | Eduardo         | River (Teresina)                           | 8    |
| 2020 | Ted Love        | 4 de Julho (Piripiri)                      | 10   |
| 2021 | Manoel          | Altos (Altos)                              | 13   |
| 2022 | Mário Sérgio    | Fluminense (Teresina)                      | 15   |
| 2023 | João Victor     | Corisabbá (Floriano)                       | 6    |
| 2024 | Felipe Pará     | River (Teresina)                           | 6    |
| 2025 | Lucas Reis      | Altos (Altos)                              | 5    |